# Podfu(c)k
Podfu(c)k (v anglickém originále Snatch) je americko-britský kriminální film z roku 2000. Režisérem filmu je Guy Ritchie. Hlavní role ve filmu ztvárnili Jason Statham, Stephen Graham, Alan Ford, Dennis Farina a Brad Pitt.

## Děj
Banda lupičů převlečená za ortodoxní Židy ukradne při loupeži v Antverpách 86 karátový (17,2 g) diamant. Franky Four-Fingers, vůdce bandy, odjíždí do Londýna, aby se setkal s obchodníkem s diamanty Dougem the Head, který jedná jménem amerického židovského mafiána Aviho a prodal mu ukradené diamanty. Franky je jedním z lupičů instruován, aby navštívil v Londýně obchodníka se zbraněmi a bývalého agenta KGB Borise "Břitvu" - ten má diamant Frankymu ukrást.
Turkish, promotér ilegálních boxerských zápasů a majitel sítě hracích automatů, je donucen postavit svého boxera George do zápasu proti jednomu z boxerů zločineckého bosse Brick Topa. Když Turkish pošle svého partnera Tommyho s Georgem koupit karavan od skupiny irských kočovníků, George je vyřazen jediným úderem Mickeyho O'Neila. Mickey souhlasí, že nahradí zraněného Georgea v nadcházejícím zápase výměnou za nový karavan pro svou matku, a Brick Top požaduje, aby Mickey zápas zmanipuloval.
Boris najme zastavárníky Vinnyho a Sola, aby Frankyho okradli v Brick Topově sázkové kanceláři, zatímco Avi, který ví, že Franky je hazardní hráč, letí do Londýna se svým bodyguardem Rosebudem, aby diamant osobně vyzvedl. V sázkové kanceláři jsou Sol, Vinny a jejich řidič Tyrone zazanamenáni na kameru a nenajdou žádné peníze, protože zrušení zápasu George znamená, že všechny sázky jsou zrušeny. Podaří se jim však unést Frankyho, připoutaného ke kufříku s diamantem, ale Boris ho zabije poté, co Vinny omylem použije Borisovo jméno v jeho přítomnosti. Boris Frankymu usekne ruku a odjede s diamantem.
V zápase Mickey opět vyřadí svého soupeře jediným úderem, což vede Brick Topa k tomu, že zabaví Turkishovy úspory a požaduje, aby Mickey prohrál další zápas. Když Mickey odmítne, Brick Topovi muži zdemolují Turkishovu hernu a zapálí Mickeyho matčin karavan, při čemž ji zabijí. Brick Top vystopuje Tyronea, Vinnyho a Sola, kteří nabídnou, že diamant získají, aby si zachránili životy. Avi a Doug najmou lovce odměn Bullet-Tooth Tonyho, aby našel Frankyho - zajmou Borise a získají diamant. Vinny, Sol a Tyrone je pronásledují, zatímco Turkish a Tommy jedou po téže silnici. Tommy omylem způsobí, že Tony havaruje, při čemž Rosebud zemře, a Boris unikne, ale je sražen Tyroneovým autem.
V hospodě se Tony vypořádá se Solem, Vinnym a Tyronem, když zjistí, že jejich zbraně jsou neškodné repliky. Dostaví se ozbrojený Boris a je zabit Tonym, zatímco Sol a Vinny utečou s diamantem. Tony je dostihne a oni ho přesvědčí, že diamant je v jejich zastavárně, kde Vinny obviní svého psa, kterého dostal od kočovníků, že diamant spolkl. Když Avi nařídí Tonymu, aby psa zabil, Vinny mu diamant chce dát, ale pes ho chytne a spolkne a uteče zpět na tábor kočovníků. Avi divoce střílí po utíkajícím psovi, omylem zabije Tonyho a vrátí se do New Yorku s prázdnou.
Mickey souhlasí, aby bojoval a zabránil dalšímu krveprolití, ale na pohřbu své matky se tak opije, že Turkish se obává, že zkazí zmanipulovaný zápas. Brick Top pošle své muže do tábora kočovníků a připraví se je všechny zabít, pokud Mickey selže. Mickey vydrží do čtvrtého kola podle Brick Topova plánu, je sražen, ale v poslední chvíli se vzpamatuje a opět vyřadí soupeře jediným úderem. Předtím, než Brick Topovi muži stihnou zabít Tommyho, Turka a Mickeyho, jsou přepadeni a povražděni kočovníky. To vše naplánoval Mickey, aby pomstil smrt své matky a vydělal obrovské peníze tajnou sázkou na sebe.
Druhý den ráno se Turkish a Tommy vrátí do tábora kočovníků, aby najali Mickeyho k legitimnímu zápasu, ale najdou ho opuštěný a jsou konfrontováni policií. Objeví Vinnyho psa a Turkish tvrdí, že jenom vyvedli psa na procházku, takže policie je nechá odejít. Setkají se se Solem a Vinnym, kteří jsou zatčeni s Frankyho tělem v kufru svého auta. Když vezmou psa k veterináři, aby mu vyjmuli pískací hračku, kterou spolkl, Turkish a Tommy objeví diamant a poradí se s Dougem; ten zavolá Aviho, který se vrátí do Londýna, aby diamant koupil.

## Obsazení
| Jason Statham    | Turkish          |
| Stephen Graham   | Tommy            |
| Alan Ford        | Brick Top        |
| Dennis Farina    | Abraham Denovitz |
| Brad Pitt        | Mickey O´Neil    |
| Adam Fogerty     | George           |
| Mike Reid        | Doug             |
| Vinnie Jones     | Tony             |
| Rade Šerbedžija  | Boris Yurinov    |
| Benicio Del Toro | Franky           |
| Ewen Bremner     | Mullet           |